# Aeropuerto de Niuatoputapu
El Aeropuerto de Niuatoputapu (código IATA: NTT, código OACI: NFTF), también conocido como Aeropuerto de Mata'aho, se encuentra en la isla de Niuatoputapu, Tonga.
Tras los daños causados por el terremoto de Samoa de 2009, el aeropuerto tuvo que cerrar temporalmente. Esto impidió que el resto del país brindara ayuda a los residentes de la isla, ya que el lodo y los escombros en la pista no permitían el aterrizaje de ninguna aeronave.

## Aerolíneas y destinos
| Destino   | Nombre del aeropuerto              | Aerolínea  |
| --------- | ---------------------------------- | ---------- |
| Vavaʻu    | Aeropuerto Internacional de Vavaʻu | Real Tonga |
| Nukualofa | Aeropuerto Internacional Fua'amotu | Real Tonga |